# Kopaniny (Mazovie)
Pour les articles homonymes, voir Kopaniny.
Kopaniny (prononciation : [kɔpaˈninɨ]) est un village polonais de la gmina de Zwoleń dans le powiat de Zwoleń de la voïvodie de Mazovie dans le centre-est de la Pologne.
Il se situe à environ 5 kilomètres au sud-ouest de Zwoleń (siège de la gmina et de la powiat) et 106 kilomètres au sud de Varsovie (capitale de la Pologne).

## Histoire
De 1975 à 1998, le village appartenait administrativement à la voïvodie de Radom.